# Duncanville
Duncanville är en stad (city) i Dallas County i Texas. Vid 2010 års folkräkning hade Duncanville 38 524 invånare. Duncanville hör till samarbetsregionen Best Southwest som staden har grundat tillsammans med tre andra förorter till Dallas, nämligen Cedar Hill, DeSoto och Lancaster.